# Auster J/4
El Auster J/4 fue un monoplano turístico británico monomotor, biplaza y de ala alta de la década de 1940, construido por Auster Aircraft Limited en Rearsby, Leicestershire, Inglaterra.

## Diseño y desarrollo
Las ventas en el Reino Unido del Auster J/2 Arrow con motor estadounidense estaban limitadas por restricciones de importación de los motores, por lo que Auster rediseñó el avión con un motor británico, el Blackburn Cirrus Minor I de 90 hp. El primer avión voló a finales de 1946. El avión biplaza resultó menos popular que el Auster J/1 Autocrat de tres asientos de la empresa y sólo se construyeron 27 aviones. Varios aviones se exportaron a Australia y en ese país fueron conocidos como Archer.
Dos fuselajes de J/4 (el G-AIPH y el G-AIJT) fueron modificados con motores Continental O-200 a finales de la década de 1960 por el "Merlin Flying Club" de empleados de Rolls-Royce. El G-AIJT permanece en condiciones de vuelo.
El 30 de agosto de 1955, el avión australiano VH-AET logró despegar del Aeropuerto Bankstown de Sídney sin piloto. Fue seguido mar adentro por aviones Hawker Sea Fury de la Marina Real Australiana y derribado.

## Especificaciones (J/4)
Referencia datos: Jane's all the World's Aircraft 1949-50, The Incomplete Guide to Airfoil Usage, British Civil Aircraft since 1919 Volume I

### Características generales
- Tripulación: Uno (piloto)
- Capacidad: Un pasajero
- Longitud: 6,9 m (22,5 ft)
- Envergadura: 11 m (36,1 ft)
- Altura: 2 m (6,5 ft) (cola abajo, hélice horizontal)
- Superficie alar: 17,2 m² (185,1 ft²)
- Perfil alar: NACA 23012
- Peso vacío: 433 kg (954,3 lb)
- Peso cargado: 726 kg (1600,1 lb)
- Planta motriz: 1× motor lineal invertido de 4 cilindros refrigerado por aire Blackburn Cirrus Minor I.
  - Potencia: 67 kW (92 HP; 91 CV) máximo a 2600 rpm
- Hélices: Weybridge bipala de madera de paso fijo
- Alargamiento: 6,857
- Capacidad de combustible: 68 L en depósito del fuselaje, con 62,5 L en depósito auxiliar ventral; aceite: 9,1 L por detrás del motor

### Rendimiento
- Velocidad máxima operativa (Vno): 174 km/h (108 MPH; 94 kt)
- Velocidad crucero (Vc): 148 km/h (92 MPH; 80 kt) a 2300 rpm
- Velocidad de entrada en pérdida (Vs): 60 km/h (37 MPH; 32 kt)
- Alcance: 510 km (275 nmi; 317 mi) con aire calmo
- Techo de vuelo: 3800 m (12 467 ft)
- Régimen de ascenso: 3,8 m/s (746 ft/min)
- Carga alar: 42,2 kg/m² (8,6 lb/ft²)
- Potencia/peso: 10,4 kg/kW (17,1 lb/hp)
- Consumo: 0,0912 kg/km (0,3234 lb/mi)
- Carrera de despegue: 140 m con viento de 8 km/h
- Distancia de aterrizaje: 73 m con viento de 8 km/h

## Aeronaves relacionadas

### Desarrollos relacionados
- Auster J/2 Arrow

### Secuencias de designación
- Secuencia Alfanumérica (interna de Auster): ← J/1U Workmaster - J/2 Arrow - J/3 Atom - J/4 - J/5 Adventurer - J/5 Autocar - J/5 Aiglet Trainer →